# Windhoek
Windhoek (pronunciat "Wind Hook" en anglès i "Windhuk" en alemany) és la capital de Namíbia. Es troba en el centre de Namíbia, en la zona de l'altiplà de Khomas Highland, a uns 1.700 metres m sobre el nivell del mar, gairebé exactament en el centre geogràfic del país. La ciutat fou fundada el 1838 i el 2005 tenia 300.000 persones i el 2020 ja tenia 431.000 habitants, que creix contínuament a causa de l'afluència de persones de tota Namíbia. Conformada per gent d'ascendència alemanya, nama, afrikaans, herero, ovambo, damara, mestissos i altres ètnies nadiues de Namíbia. El grup ètnic majoritari són els blancs (30% de la població).
És el punt focal de la vida en el país i on es controla tota l'activitat política i econòmica d'aquest. El nom es deriva de l'afrikaans i significa "cantonada del vent".
La ciutat es troba en un altiplà a poc més de 1.600 metres sobre el nivell del mar. El clima és sec temperat, amb temperatures mitjanes que oscil·len entre els 7 °C i 21 °C en juny i juliol i entre els 18 °C i 31 °C en desembre, encara que se n'han enregistrat mínimes de -4 °C i màximes de 36 °C.
Windhoek era al principi el centre d'un cap nama, que va derrotar els habitants herero de la regió en el segle xix. Alemanya va ocupar la regió el 1885, i es va transformar en la seu del règim colonial el 1892 com la capital de la colònia de l'Àfrica del Sud-oest Alemanya (Deutsch-Südwestafrika). Durant la Primera Guerra Mundial, Windhoek va ser capturada per tropes sud-africanes i es va convertir en un domini britànic. Fins que la independència de Namíbia va ser proclamada el 1990, Windhoek va ser reconeguda com la capital de l'Àfrica del Sud-oest administrada pel govern sud-africà. Avui és la capital de la República de Namíbia.

## Història

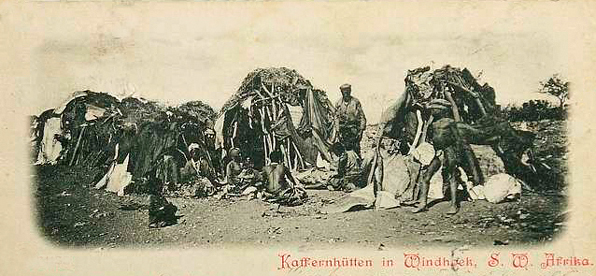
Windhoek a les darreries del

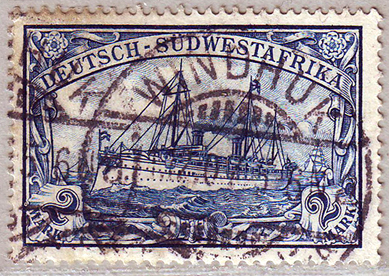
Segell del missatge imperial alemany per l'Àfrica Sud-occidental amb mata-segells Windhuk

La ciutat de Windhoek és tradicionalment coneguda per dos noms: Ai-Gams, del poble nama, que literalment vol dir les fonts d'aigües termals que antigament es van trobar a Windhoek, mentre que el segon nom, Otjomuise, va ser donat pel poble herero, i significa "lloc de vapor". Tots dos noms tradicionals refereixen als déus termals.
Les teories varien en com Ai-Gams/Otjomuise va aconseguir el seu nom modern de Windhoek. La major creença és que el nom Windhoek deriva de la paraula afrikaans Wind-hoek, significant "la cantonada del vent". També es pensa que els afrikaners la van nomenar així per les Muntanyes de Windhoek, en Tulbagh, Sud-àfrica, on els antics pobladors afrikaners havien viscut. En aquell temps Windhoek era el punt de contacte entre els guerrers namas, conduïts per Jan Jonker Afrikaner, i el poble herero.

### Època precolonial
El 1840 Jonker Afrikaner va establir un assentament d'Orlam a Windhoek.
Els primers assentaments de Windhoek van tenir lloc a causa de l'aigua de les deus termals. A mitjans dels anys 1800 el Capità Jan Jonker Afrikaner es va establir prop d'una de les fonts termals principals, localitzades al Klein-Windhoek actual, un barri residencial de classe alta de Windhoek.Va construir una església de pedra amb una cabuda per 500 persones; també es va usar com a escola. Dos missioners ráfanos, Carl Hugo Hahn i Franz Heinrich Kleinschmidt, van començar a treballar allí a la fi de 1842. Dos anys després van ser expulsats per dos metodistes Wesleyans, Richard Haddy i Joseph Tindall.

Es van crear jardins i per un temps Windhoek va prosperar. Les guerres entre els pobles names i hereros van acabar destruint l'assentament.
Després d'una llarga absència, Hahn va tornar a visitar Windhoek el 1873 i es va sentir consternat en veure que res quedava de l'antiga prosperitat de la ciutat. El juny de 1885, un botànic suís va trobar xacals i pintades famolenques entre arbres fruiters abandonats.
Les teories varien en com Ai-Gams/Otjomuise va aconseguir el seu nom modern de Windhoek. La major creença és que el nom Windhoek deriva de la paraula afrikaans Wind-hoek, significant "la cantonada del vent". També es pensa que els afrikaners la van nomenar així per les Muntanyes de Windhoek, en Tulbagh, Sud-àfrica, on els antics pobladors afrikaners havien viscut. En aquell temps Windhoek era el punt de contacte entre els guerrers namas, conduïts per Jan Jonker Afrikaner, i el poble herero.

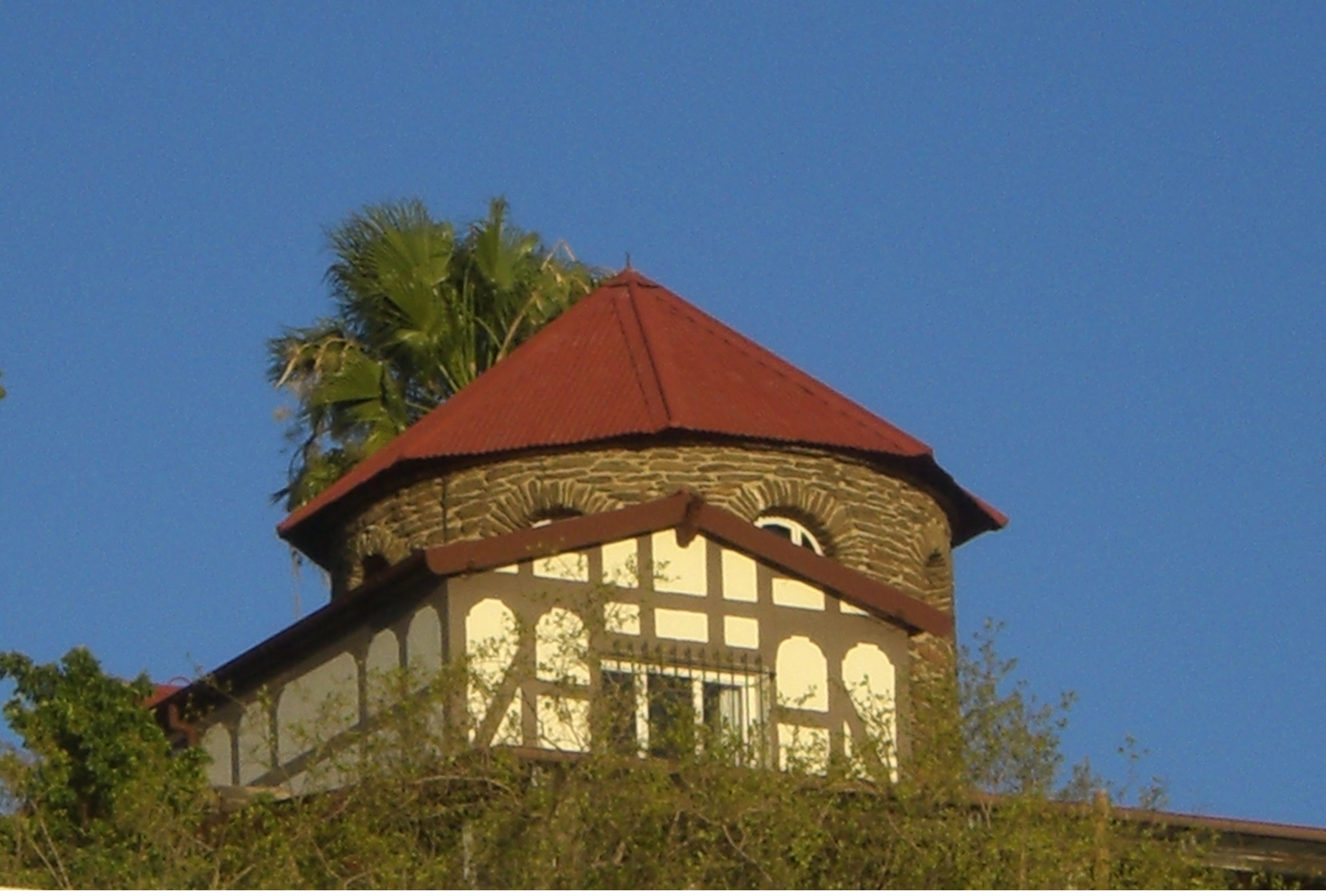
Sanderburg, un dels tres castells de Windhoek

### L'època colonial alemanya

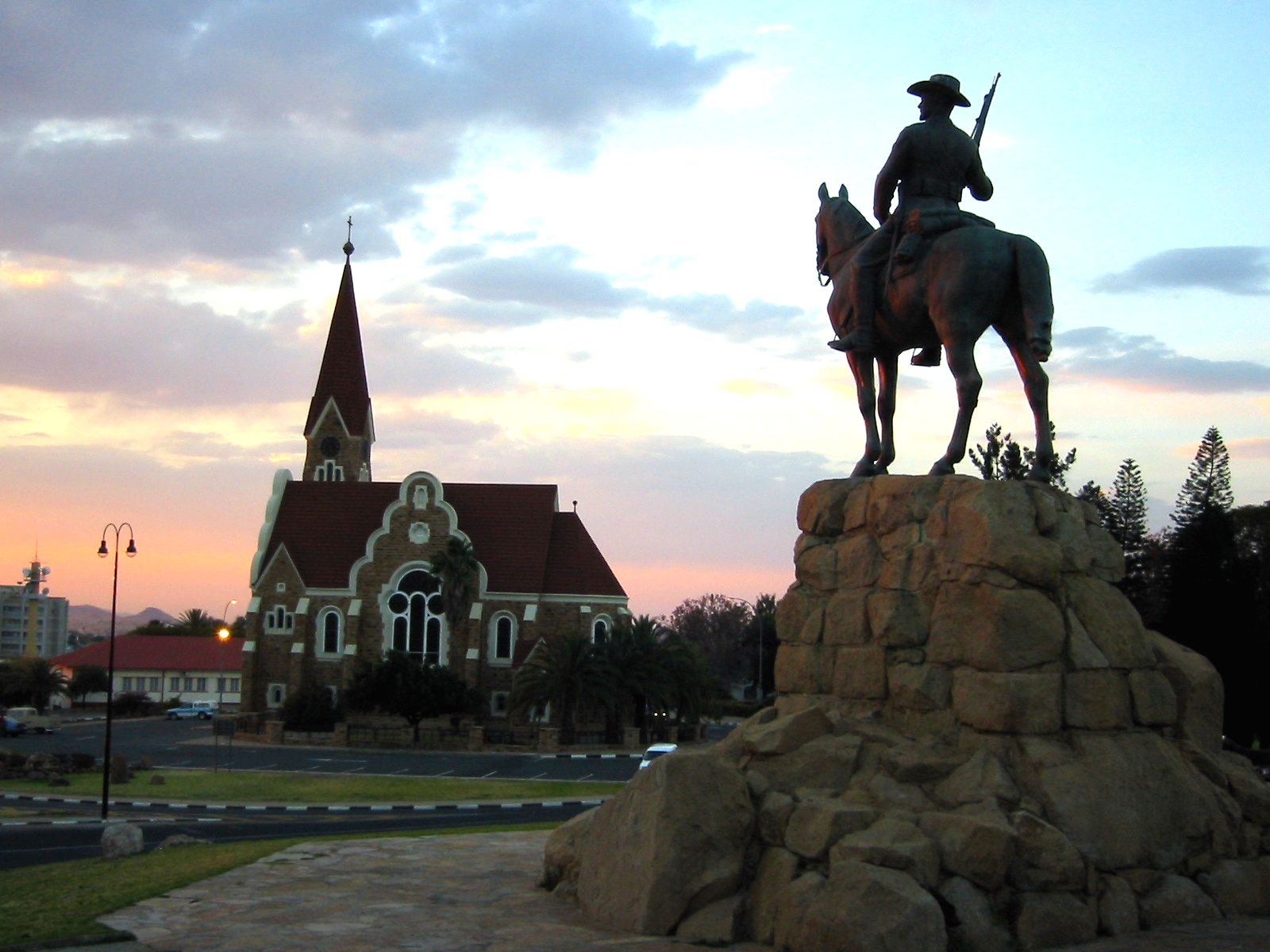
Església i monument construïts pels alemanys.

El 1878, Gran Bretanya es va apoderar de Walvis Bay i la va incorporar a la Colònia del Cap de Bona Esperança el 1884, però Gran Bretanya no va estar interessada en l'ampliació de la seva influència a l'interior d'Àfrica. Una petició per comerciants de Lüderitz va causar la declaració d'un protectorat alemany sobre l'Àfrica del Sud-oest el 1884. La colònia alemanya va néixer amb la delimitació de les seves fronteres el 1890 i Alemanya va enviar un exèrcit protector, anomenat el Schutztruppe sota el Comandant Curt von François, per mantenir l'ordre. Von François va apostar la seva guarnició a Windhoek, la qual estava estratègicament situada com un para-xocs entre els nama i els herero, mentre que va proporcionar l'aigua per al cultiu dels aliments.
La Windhoek actual va ser fundada el 18 d'octubre de 1890, quan Von François posa la primera pedra de la fortalesa, la qual és coneguda ara com l'Alte Feste (Vella Fortalesa). Durant els següents catorze anys Windhoek es va desenvolupar lentament, amb només els edificis del govern i privats més essencials erigits. Al Klein-Windhoek, les parcel·les van ser assignades als pobladors que van començar a conrear la terra a petita escala amb fruita i tabac i bestiar boví.
Després del 1907, el desenvolupament va ser accelerat quan la gent va migrar des de l'interior del país a la ciutat i també amb alguns emigrats de l'exterior. Hi va haver també un crescut flux de colons occidentals que arribaven d'Alemanya i de Sud-àfrica. Es van erigir negocis al carrer Kaiser, avui Avinguda de la Independència, i al llarg del turó muntanyós dominant sobre la ciutat.
L'era colonial alemanya va finalitzar durant la Primera Guerra Mundial quan les tropes sud-africanes van ocupar Windhoek el maig de 1915 en nom de Gran Bretanya. Durant els següents cinc anys, un govern militar va administrar l'Àfrica del Sud-oest. El desenvolupament de la ciutat de Windhoek i la nació que més tard seria coneguda com a Namíbia va tenir un virtual estancament. Després de la Segona Guerra Mundial, el desenvolupament de Windhoek va guanyar gradualment ímpetu, quan van estar disponibles més capitals per millorar el clima econòmic de l'àrea. Després de 1955, grans projectes públics van ser empresos, com l'edificació de noves escoles i hospitals, la pavimentació dels camins de la ciutat (un projecte començat el 1928), i l'edifici de preses i aqüeductes per estabilitzar finalment l'abastament d'aigua.

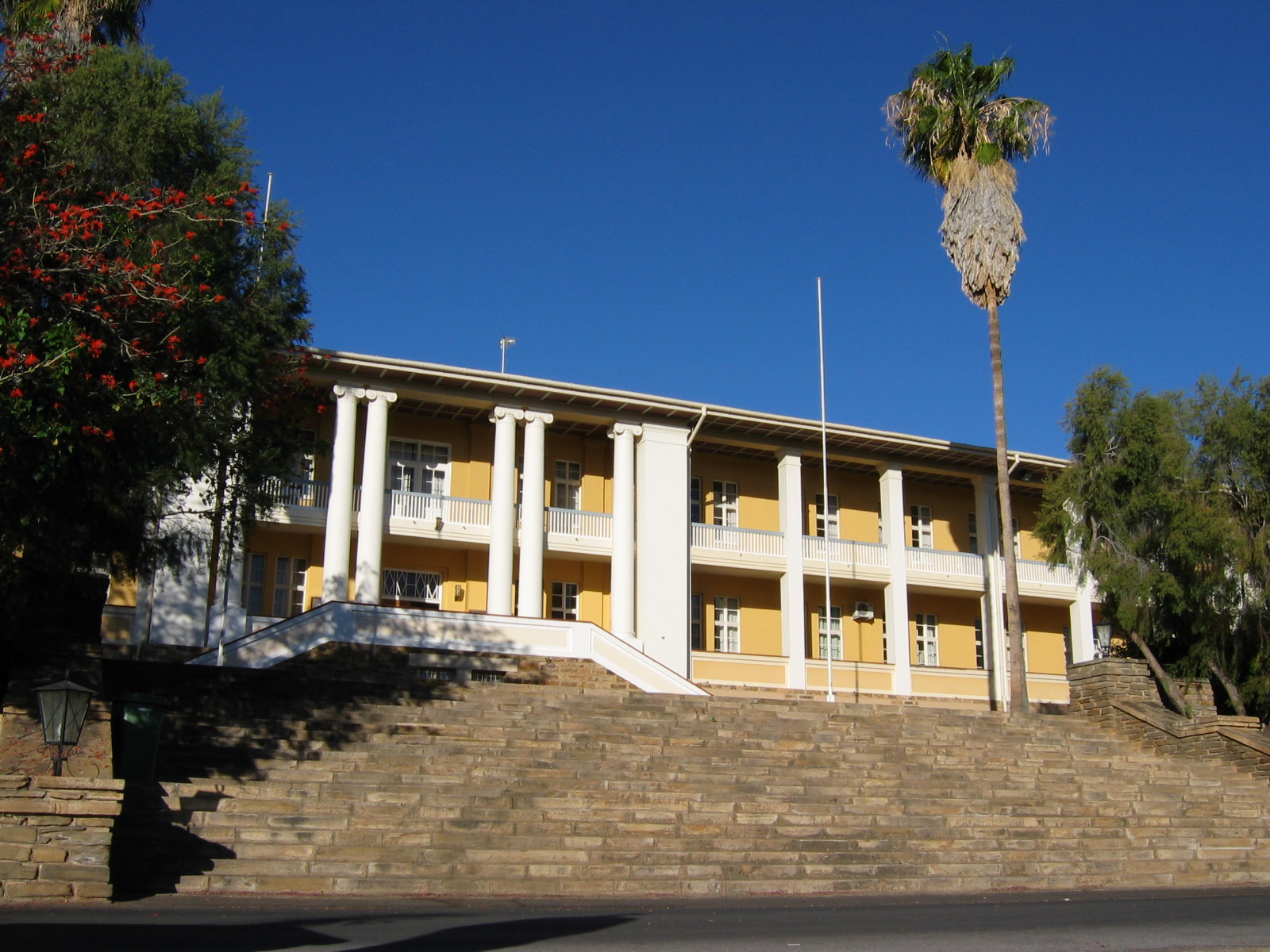
Parlament.

### Administració sud-africana després de la Primera Guerra Mundial
L'era colonial alemanya va arribar a la seva fi després del final de la Primera Guerra Mundial, però Sud-àfrica, i amb ella Windhoek, ja va caure el 1915. Fins al final de la guerra, la ciutat va ser administrada per un govern militar sud-africà, i no va haver-hi més desenvolupament. El 1920, després del Tractat de Versalles, el territori va ser col·locat sota un mandat de la Societat de Nacions Classe C i novament administrat per Sud-àfrica.
Després de la Segona Guerra Mundial es va disposar de més capital per a millorar l'economia de la zona. Després de 1955, es van emprendre grans projectes públics, com la construcció de noves escoles i hospitals, la construcció de carreteres de la ciutat (un projecte iniciat el 1928 amb Kaiser Street) i la construcció de preses i canonades per a estabilitzar el subministrament d'aigua. La ciutat va introduir la primera planta de reutilització potable del món el 1958, tractant les aigües residuals reciclades i enviant-les directament al subministrament d'aigua de la ciutat. L'1 d'octubre de 1966, el llavors Administrador de Sud-àfrica va concedir a Windhoek l'escut d'armes, que es va registrar el 2 d'octubre de 1970 amb l'Oficina sud-africana d'Heràldica. Inicialment un àloe estilitzat era l'emblema principal, però va ser modificat a un àloe natural (Àloe littoralis) el 15 de setembre de 1972. L'escut d'armes es descriu com "Un àloe de Windhoek amb un racema de tres flors en una illa. Cresta: Una corona mural O. Lema: SUUM CUIQUE (A cadascun el que és seu).
Windhoek va rebre oficialment els seus privilegis municipals el 18 d'octubre de 1965 en ocasió del 75è aniversari de la segona fundació de la ciutat de von François.

### A partir de la independència
Amb la independència de Namíbia de l'administració sud-africana el 1990, la ciutat va experimentar un nou vent de canvi que la va conduir a un accelerat creixement i desenvolupament. Windhoek es va convertir en la seu del primer govern elegit democràticament de la República de Namíbia, encapçalat pel president, Sam Nujoma.
La població blanca i mestissa ("baster" a Namíbia) representa el 48,6% de la població de la ciutat, el que fa de Windhoek una de les ciutats africanes més occidentalitzades.
Windhoek és ciutat bessona amb Trossingen, Alemanya.

## Geografia
L'ampliació de la zona urbana, a part de les restriccions financeres, ha resultat ser un desafiament degut a la seva situació geogràfica. En direcció sud, est i oest, Windhoek està envoltat de zones rocoses i muntanyenques, que fan que el desenvolupament de la terra sigui costós. El costat sud no és adequat per al desenvolupament industrial a causa de la presència d'aqüífers subterranis. Això deixa la vasta zona de Brakwater al nord de la ciutat l'únic lloc viable per a l'expansió de Windhoek.
L'Ajuntament de Windhoek té plans per a expandir dràsticament els límits de la ciutat de tal manera que la zona de la ciutat cobrirà 5.133,4 quilòmetres quadrats (1.982,0 metres). Windhoek es convertiria en la tercera ciutat més gran del món per àrea, després de Tianjin i Istanbul, encara que la seva densitat de població és només 63 habitants per quilòmetre quadrat.

### Suburbis
Windhoek està subdividit en els següents suburbis i municipis:
- Academia
- Auasblick
- Avis
- Cimbebasia
- Dorado Park
- Donkerhoek
- Elisenheim
- Eros
- Eros Park
- Freedom Land
- Groot Aub (des de setembre de 2017)[19][20]
- Greenwell Matongo
- Goreangab
- Hakahana
- Havanna
- Hochland Park
- Katutura
- Khomasdal
- Kleine Kuppe
- Klein Windhoek
- Lafrenz Industrial Area
- Ludwigsdorf
- Luxushügel
- Maxuilili
- Northern Industrial Area
- Okuryangava
- Olympia
- Ombili
- Otjomuise
- Pionierspark
- Prosperita
- Rocky Crest
- Southern Industrial Area
- Suiderhof
- Tauben Glen
- Wanaheda
- Windhoek Central Business District
- Windhoek North
- Windhoek West

En molts dels municipis de Windhoek, els residents viuen en barraques. L'any 2020 la ciutat comptava amb un total de 41.900 habitatges informals, acomodant prop de 100.000 habitants.

### Demografia
El 1971, hi havia uns 26.000 blancs vivint a Windhoek, superant la població negra de 24.000. Al voltant d'un terç dels residents blancs en aquell moment, almenys 9.000 persones, eren parlants d'alemany. La població de Windhoek en l'actualitat és composta d'un 65% negres; 17% blancs; 18% altres), i està creixent un 4% anualment, en part a causa d'assentaments informals que tenen taxes de creixement encara més altes de gairebé 10% a l'any. En la vida pública, l'afrikaans, i en menor mesura l'alemany, encara s'utilitzen com lingua franques encara que el govern només usa l'anglès.

## Clima
Windhoek té més de 300 dies assolellats a l'any.
Windhoek està situada en un altiplà al voltant dels 2.000 metres d'altura, en una regió de clima sec tempera, semiàrid calent (BSh) d'acord amb la classificació del clima de Köppen, ja que la temperatura mitjana anual és superior a 18 °C. La temperatura al llarg de l'any es suau, a causa de la influència de l'altitud. El rang mig anual de temperatura alta i baixa és de 13,4 °C. El mes més fred és juliol, amb una temperatura mitjana de 13,1 °C, mentre que el mes més càlid és desembre, amb una temperatura mitjana de 23,5 °C.
Els mesos d'hivern al juny, juliol i agost en general experimenten les menors precipitacions. Les temperatures mínimes s'estenen entre 5 °C a 18 °C. Les nits són en general fredes, encara que la temperatura poques vegades baixa sota zero, i gairebé mai neva.
La regió té una sequera més o menys una vegada cada dècada.
A causa de la seva ubicació prop del desert de Kalahari, la ciutat rep 3.605 hores de sol. La precipitació és abundant durant la temporada d'estiu, i mínima durant la temporada d'hivern. La precipitació mitjana anual és de 367,4 mil·límetres, amb mínims de 106,7 mil·límetres la temporada de pluges de 2018/19, i 97 mil·límetres la de 1929/30.